# Гиофила
Гио́фила (лат. Hyophila) — род мхов семейства Поттиевые (Pottiaceae) порядка Поттиевые (Pottiales). Более 24 видов встречается в Индии, с наиболее распространённым Hyophila involuta и несколькими эндемиками. Тот же вид встречаются на Дальнем Востоке с распространением в Южную Сибирь. Несколько видов известно в Центральной Америке. В 2015 году сообщалось об обнаружении нового вида на северо-западе провинции Юньнань (Китай).

## Виды
По информации базы данных The Plant List (на июль 2016) род включает 124 вида.